# توني شيمل
أنتوني رالف «توني» شيمل (بالإنجليزية: Tony Chimel)‏ (11 أكتوبر 1967) مذيع ومعلق أمريكي يعلق على عروض الدبليو دبليو إي .

### مؤسسة المصارعة العالمية/المصارعة العالمية الترفيهية

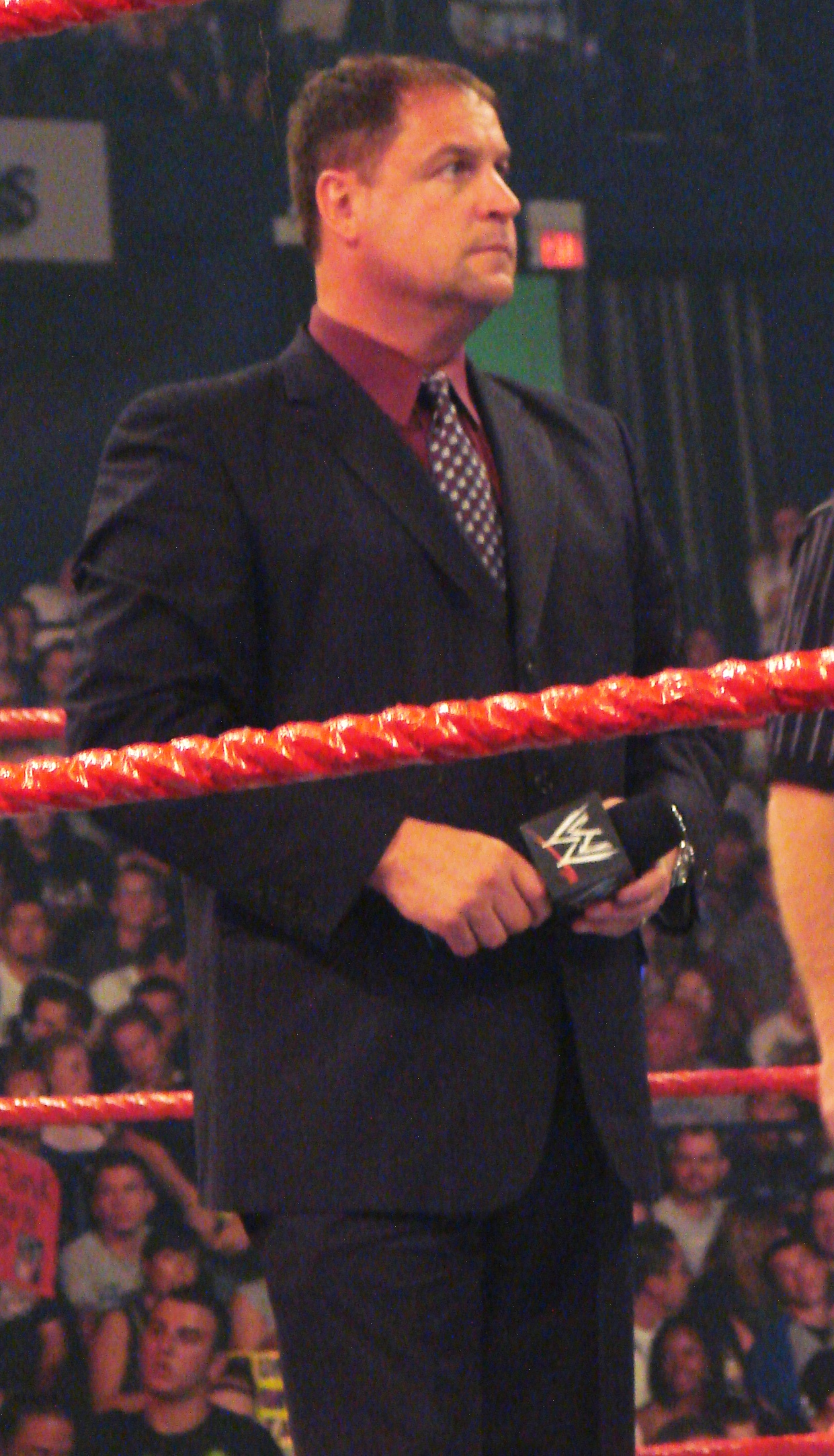
توني في الحلبة عام 2007

## روابط خارجية
- توني شيمل على موقع IMDb (الإنجليزية)
- توني شيمل على موقع قاعدة بيانات الفيلم (الإنجليزية)
- توني شيمل على موقع دبليو دبليو إي (الإنجليزية)
- توني شيمل على موقع CageMatch worker (الإنجليزية)

- WWE profile
- WWE article